# ابتهال (اسم)
ابْتِهَال هو اسم علم مؤنث من أصل عربي، ومعناه هو التضرع إلى الله تعالى.